# Савана (мачка)
Савана мачка, хибридна је раса мачке. Настала је укрштањем сервала и домаће мачке.

## Историја
Савана мачка је хибрид настао укрштањем домаће мачке и сервала, афричке дивље мачке великих ушију средње величине. Укрштање необичних врста је постало популарно крајем деведесетих година, а 2001. године Међународно удружење за мачке (енгл. The International Cat Association – TICA) је савана мачку прихватило као нову регистровану расу. У мају 2012, удружење је дозволило учествовање ове расе на такмичењима.
Џуди Френк је укрстила мужјака сервала, која је припадао Сузи Вудс, са сијамском домаћом мачком да би створила прву савана мачку 7. априла 1986. године, названу „савана”. Патрик Кели и Џојс Сруф написали су оригиналну верзију стандарда везаног за савана мачку и представили су га одбору „Међународног удружења за мачке” 1996. године. Године 2001, одбор је прихватио расу као регистровану.

## Физичке особине и технике узгоја
Висина и витка грађа савана мачака чини да изгледају веће него што је њихова тренутна тежина. Њихова величина доста зависи од генерације и пола, с тим што је мужјак хибрид Ф1 уобичајено највећи.
Ф1 и Ф2 генерације савана мачака су обично највеће, и код њих је присутан најјачи генетски утицај афричког претка сервала. Као и друге хибридне мачке као што су чази и бенгалска мачка, многе прве генерације ове расе имале су егзотичне особине сервала везане за изглед, а временом се те особине смањују. Мужјак савана мачке има тенденцију да буде већи од женке.
Раније генерације савана мачака су биле тежине од 3,5 до 9,1 килограма, а највећа тежина је додељена стерилисаним мужјацима Ф1 или Ф2 генерације. Касније генерације савана мачке су биле обично између 3,2 и 6,8 килограма. Због насумичних фактора у генетици савана мачке, величина може значајно да варира, чак и у једном окоту.
Крзно савана мачке је најчешће покривено тачкастим шарама, које представљају једини приказ шара који је прихваћене за стандард ове расе од стране Међународног удружења за мачке. Нестандардни узорци шара нестандардних боја укључују: росетид мачке, мермерно-снежне тачкасте обојености крзна, плаве боје, боје цимета, чоколадне боје, лила боје (попут лаванде) и других блажих боја добијених од извора који се налази у генетици крзна домаћих мачака. Ове нестандардне боје мачака треба да се сматрају несвакидашњим попут кућних љубимаца добијених једино комбинацијом разноликих гена бројности једног читавог базена.
Стандард ове расе од стране „Међународног удружења за мачке” изискује браон тачкасте пруге, сребрно тачкасте пруге, црне пруге и крзно боје црног дима (сива боја у коју се нежно утапа црна са црним тачкицама). Домаћа нехибридна мачка из ранијих 1990-их година знатно су утицале на развој расе у позитивним и негативним особинама. Од 2012. године већина узгајивача подиже савана мачке у паровима. Више се не дозвољава укрштање са савана мачком од тренутка када је постигнут статус „TICA шампионата”. Раније мачке за која је TICA дозволила укрштање са савана мачкама су: египатска мау мачка, оцикет, оријентална краткодлака мачка и домаћа краткодлака мачка.
Хибриди који су „недопустиви” према стандардним расама TICA удружења укључују бенгалску и мејн кун мачку. Ове недопустиве расе могу донети много нежељених генетских утицаја. Ти хибриди се веома ретко користе од 2012. године. Узгајивачи преферирају да укрштају савана мачке са сервалом у циљу постизања Ф1 генерације савана мачака, како би се одржала „чиста раса”.
Егзотични изглед савана мачака често се заснива на присуству многих карактеристика сервала. Најистакнутији од њих укључују различите шаре у боји; мачке су углавном више, широке, заобљене, усправних ушију и имају веома дугачке ноге; дебеле су, пуфнастог носа и замрачених очију. Тело савана мачке је дуго и оне имају веома дуге ноге. Мала глава је више издужена него широка и она има дугачак, витак врат. Задњи део ува има пруге у олику очију, обично тамно сиве или браон боје, које додатно истичу шару у виду ока. Кратки реп има црне прстенове. Очи су им плаве када су мале (као и код других мачака), а могу бити и зелене, браон и златне. Очи имају облик „бумеранга”, а обрве су им налик на кошуљу, како би их заштитили од сунчеве светлости. У идеалном случају, црне или тамне шаре „суза” или „суза гепарда”, које излазе из угла очију, допиру чак до врха носа и сличне су оним код гепарда.

## Репродукција и генетика
Како су савана мачке хибриди настали укрштањем сервала и домаће мачке, свака њихова генерација је означена филијалним бројем. На пример, мачке настале посредно укрштањем сервала и домаће мачке су прва генерација и имају 50% гена сервала.
Ф1 генерацију савана мачке је врло тешко произвести, због значајних разлика у периоду гестације између сервала и домаће мачке (75 дана је потребно за сервал и 65 дана за домаћу мачку) и сексуалних хромозома. Трудноће се често апсорбују или прекидају, а некад се мачићи прерано окоте. Такође, сервал може бити веома избирљив у избору партнера, те се често неће парити са домаћом мачком. Ф1 генерација саване мачке може бити чак и 75% сервала. Свих 75% Ф1 генерације су потомци 50% Ф1 женки које се одгајају ка сервалу. Случајеви од 87,5% Ф1 генерације савана мачке су забележени, али је у том случају плодност упитна.
Чешћа од 75% Ф1 генерације је 62,5% Ф1 генерација, која је производ „Ф2А” узгајан назад ка сервалу. Генерација Ф2, која има претке сервала и потомство је такође женске генерације Ф1, рангира се генерација од 25% до 37,5% сервала. Ф3 генерација има добро потомство сервала и представља 12,5% сервала.
Савана мачка се такође може навести као узгајивачка раса ,,SV кSV" (SV је TICA код за расу савана мачки), поред филијалног броја. Генерацијски филијални бројеви савана мачки такође имају ознаку слова која се односе на генерацију ,,SV-to-SV" узгајања. Ознака ,,А" значи да је један родитељ савана мачка а други је нехибридна раса. ,,B" се користи када су оба родитеља савана мачке а један од њих припада категорији означеној са ,,А". Ознака ,,Ц" се користи када су оба родитеља савана мачке, а један од њих припада категорији означеној са ,,B". Стога, A x (any SV) = B; B x (B,C,SBT) = C; C x (C, SBT) = SBT, SBT x SBT = SBT. Ф1 генерација савана мачака су увек означене са ,,А", пошто је отац несумњиво нехибрид који није домаћа мачка односно отац је сервал. Генерација Ф2 може бити ,,А" или ,,Б". Генерација Ф3 може бити ,,А", ,,Б" или ,,Ц". Генерација Ф4 је прва генерација која може бити генерација као из традиционалне књиге сродства (СБТ) и сматра се ,,чистом". 
Као хибриди, савана мачке обично показује неке карактеристике хибридне невидљивости. Због тога што су мужјаци савана мачки хетерогаметног пола, они су најчешће погођени, у складу са Халдановим правилима (енгл. Haldane's rule). Мужјаци савана мачака су обично веће величине и стерилни су до генерације Ф5 или надаље, а женке су плодне од генерације Ф1. Од 2011. године, узгајивачи су приметили повраћај стерилности код мужјака генерација Ф5 и Ф6. Вероватно је то проузроковано због вишег процента сервала код Ц и СБТ мачака. Проблем се такође може појавити услед секундарних нетрадиционалних гена који долазе од азијске леопардске мачке присутних код бенгалских нехибридних мачака које се налазе у основи расе савана мачке.
Женке генерације Ф1-Ф3 се обично задржавају за узгој, а мужјаци се нуде као љубимци. Обрнуто се дешава са мужјацима Ф5 до Ф7 генерације, али у мањој мери, који се остављају за одржавање узгоја, а женке се пре свега нуде као кућни љубимци.
Мачке се уобичајено упоређују са псима у својој лојалности и они ће пратити своје власнике око куће као и пси. Оне такође могу бити обучене да шетају привезане за поводац и да донесе ствари.
Неке савана мачке су виђене као веома социјалне и пријатељски настројене са новим људима и другим мачкама и псима у својој околини, док друге крену да трче и сакривају се или се повлаче назад шиштећи и режући када виде странца. Изложеност другим људима и кућним љубимцима највероватније је кључни фактор за развијање друштвености код савана мачића током одрастања.
Често примећена особина савана мачака је способност скакања. Познато је да скачу на врата, фрижидере и високе кабинете. Неке савана мачке могу скочити на висину од око 2,5 метара из стојећег положаја. Саване су веома радознале. Често науче како да отворе врата и ормариће,и свако ко купи савана мачку вероватно ће морати да предузме посебне мере предострожности како би спречио да мачка упадне у невоље.
Многе савана мачке се не плаше воде, и играће се или ће чак уронити у воду. Неки власници се чак туширају са својим савана мачкама. Представљање посуде за воду савана мачки може такође бити изазов, јер ће неке одмах почети да ,,ударају" по њој све док сву воду из посуде неиспразне, користећи своје предње шапе.
Још један трик савана мачки је то да знају да заталасају својим репом у виду поздравног геста. Ово се не сме помешати са накострешеним крзном дуж целих леђа и потпуно подигнутог репа услед страха. Савана ће такође често ударити или махати својим репом услед узбуђења или задовољства.
Вокално, савана мачке могу реже као њихови сервал очеви, или да мјаучу као њихове домаће мајке, или могу оба - и да реже и да мјаучу, али понекад производе звуке који су мјешавина ова два претходно наведена. Режање се чешће посматра у ранијим генерацијама. Савана мачке такође могу ,,шиштати" - слично сервалу, сасвим другачије од мјаукања домаће мачке - звуче више као врло гласна змија. То може бити алармантно људима који нису упознати са таквим звуком који долази од стране мачке.
Постоје три основна фактора који утичу на карактер понашања савана мачке: род, генерација и социјализација. Ова три фактора прате природу али и одступају од ње, а разлог тога је помно праћење узгоја који у комбинацији генерације и неговања може учинити да раса буде социјално васпитана. Од 2014. развој савана расе је још увек у повоју, а већина савана мачака је широког спектра понашања.
Ако колено расе има тенденцију да се специфично понаша у односу на друга већ виђена понашања, вероватно ће та нова бити пренета на даље потомство расе. Како могу да се користе спољашње врсте и колена, може се постићи ефекат спајања различитих понашања којим ће се доћи до оног основног.
Када се прате узгојне линије које полазе од раних генерација, као што су прве филијале и друге породичне генерације (Ф1 и Ф2 генерације савана мачки), понашање које произлази из укрштања дивљих сервала је очигледније. Понашања као што су интензивно скакање, борба или инстинкти генерално везани за оријентацију, доминација, и неговање сличних понашања су приметљивији код ранијих генерација. Пошто се плодни мужјаци они који спадају у Ф5 и Ф6 генерације - они се користе у већини програма за узгајања, те се касније генерације савана мачака понашају више као традиционалне домаће мачке. Генерално собине у понашању које су присутне код свих генерација су велика активност и велика радозналост.
Вероватно најутицајнији фактор је рана социјализација. Мачићи могу бити привржени људима ако су изложени људском контакту од рођења, те таква свакодневна људска интеракција са њима може допринети да се мачке охрабре и осећају сигурније и на тај начин може да настане веза која ће трајати до краја мачијег животног века. Мачићи у оквиру легла ће имати тенденцију да испољавају различите друштвене вештине, такве да ће се неки брже навићи на контакт са људима док ће их се други плашити. Ако мачићи који се плаше људи никада не прерасту тај страх, они ће имати тенденцију да искажу своју предострожност и вероватно ће се сакрити када су странци присутни. Мачке које се радују сусретима са људима и слободно се играју са њима имају тенденцију да израсту у мачке које су приступачне странцима и мање се плаше нових окружења. Ове мачке имају веће шансе да постану животни пријатељи неког странца у односу на оне које ће пронаћи место за скривање док се забава не заврши. Свакодневна социјализација човека са мачком мора се практиковати постепеним повећавањем како би мачка могла касније да прерасте у добро заобљену друштвену савана мачку. Мачићи, који проведу дуги временски период без интеракције са људима и само проводе време са својим мајкама или браћом и сестрама, обично не развијају снажну везу са људима и имају тенденцију да мање верују људима. Ови мачићи су стидљиви и вероватно ће се сакрити када су непознати људи присутни.

## Здравствена разматрања
Хипертрофична кардиомиопатија (енгл. Hypertrophic cardiomyopathy – HCM) је здравствена брига многих чистокрвних мачака. Недавно је пронађена веза између бенгалске мачке (сличан хибрид) и ХЦМ-а; постоје случајеви који указују на то да ХЦМ може бити и поново здравствено питање службеницима. Неколико одговорних бенгалских одгајивача годишње тестирају своје мачке на ХЦМ; ова пракса није толико распрострањена у заједници која се бави савана мачкама.
Неки ветеринари су приметили да сервали имају мање јетре у односу на величину тела од домаћих мачака, те неке савана мачке наслеђују ово, али ово није препознато као нека медицинска последица нити ће бити у будућности. Нема познатих медицинских особина хибридних савана мачака које захтевају посебне медицинске третмане као ни различитих особина домаћих мачака, упркос томе што многи одгајивачи вјерују у супростно. Није познато да су вредности крви савана мачака различите од оних које имају типичне домаће мачке, упркос његовим сервал генима.
Као и домаће мачке, савана мачке и други домаћи хибриди (као што су бенгалска мачка) захтевају одговарајућу анестезију засновану на њиховим медицинским потребама, али немају специфичне захтеве како неки узгајивачи увиђају.
Кетамин је доказано сигуран, када се користи у слузницама, заједно са медетомидином (Domitor, Dorbene, Dormilan, Medetor, Sedastart, Sedator, Sededorm) и буторпханол (Alvegesic, Dolorex, Torbugesic, Torbutrol, Torphasol) са антагонистом атипамезоле (Alzane, Antisedan, Atipam, Revertor, Sedastop).
У Сједињеним Америчким Државама, вакцине против беснила се препоручују, али се не одобравају за некућне мачке. Ако недомаћа мачка угризе некога, она ће се третирати као "невакцинисана" иако је добила вакцину или не. То значи да државни ветеринар може затражити мачку која је угризла некога да буде еутаназиран или стављен у карантин по државним законима.
Неки државни одгајивачи савана мачке не познају посебне потребе за негу или храну, док други препоручују врло квалитетну исхрану без зрна или нуспродукта. Неки препоручују делимичну или потпуну исхрану сирове хране са најмање 32% протеина и без нуспродукта. Неки препоручују калцијум и друге додатке, посебно за узгој мачака и ранијих генерација. Други сматрају да је непотребно или чак штетно. Већина узгајивача се слаже да савана мачка има потребу за више таурина од просечне домаће мачке и стога препоручују додатке таурина, који се могу додати било којој врсти хране.

## Закони о власништву
Закони који регулишу власништво савана мачака у Сједињеним Државама разликују се према држави. Већина држава прати код који је успоставило Одељење за пољопривреду Сједињених Држава, који дефинише дивље или домаће хибриде савана мачке као домаће расе. Неке државе су поставиле рестриктивније законе о хибридном власништву мачака, укључујући Хаваји, Масачусетс, Тексас и Џорџија. Неки градови могу имати законе који се разликују од државе. На пример, савана мачка која је пета генерација сервала може да буде у власништву државе Њујорк, али не и у власништву некога ко живи у граду Њујорку.
Аустралијска федерална влада забранила је увоз савана мачака у Аустралију, пошто би веће мачке потенцијално могле да угрозе једнкама које су домаће у Аустралији, а које мање кућне мачке не угрожавају. Владин извештај о предложеном увозу мачака упозорио је да савана мачке, може развити побољшане ловачке вештине и повећати величину тела у односу на нормалне домаће мачке, чиме се угрожавају домаће врсте. У извештају се наводи да савана мачке нису вредне ризика.
Саване мачке су легалне у свакој провинцији Канаде, иако неке покрајине имају ограничења у власништву генерација Ф1 и Ф2, а увоз савана мачака из Сједињених Америчких Држава захтева вакцинацију против беснила и посебне дозволе.
Многе друге нације имају мало или никаквих ограничења за Ф2 и касније генерације.